# 유곡사
유곡사는 대한민국 충청남도 금산군 금성면 서원모정길 54-8에 있는 사당이다. 2011년 8월 16일 금산군의 향토유적 제17호로 지정되었다.

## 개요
금성면 하류리 유곡(柳谷)에 있는 사당으로 유곡사에는 문충공 한교(文忠公韓), 유곡 이유택(柳谷李惟澤) 두분의 효자 현인을 모신 사당이다. 유곡사는 현종 15년(1674년)에 건립되었으며 숙종 28년(1702년)에 유곡사라는 사액을 내리고 복호 2결을 내려 자손만대에 제사를 올리도록 하였다. 1871년(고종 8년)에 서원철폐로 훼철되었다 후손과 지역유림이 1964년 복원하여 해마다 지방 유림에서 음력 3월 21일 제향을 지낸다.